# Adama Soumaoro
Adama Soumaoro (Fontenay-aux-Roses, 18 juni 1992) is een Frans-Malinees voetballer die doorgaans als centrale verdediger speelt. Hij stroomde in 2011 door vanuit de jeugd van Lille OSC.

## Clubcarrière
Soumaoro komt uit de jeugdacademie van Lille OSC. In 2011 werd hij bij het eerste elftal gehaald. Op 2 februari 2014 maakte hij zijn competitiedebuut voor Lille OSC. In de uitwedstrijd tegen OGC Nice mocht de centrumverdediger in de basiself starten als linksachter. Omdat Lille met 1-0 achterstond, besloot coach René Girard om Soumaoro na 80 minuten te wisselen voor een extra spits, Ronny Rodelin. Uiteindelijk bleef de stand ongewijzigd. Veertien dagen later mocht Soumaoro de volledige wedstrijd meedoen uit bij Évian Thonon Gaillard.

## Clubstatistieken
| Seizoen | Club         | Land               | Competitie | Competitie | Competitie | Beker | Beker | Internationaal | Internationaal | Totaal | Totaal |
| Seizoen | Club         | Land               | Competitie | Wed.       | Dlp.       | Wed.  | Dlp.  | Wed.           | Dlp.           | Wed.   | Dlp.   |
| ------- | ------------ | ------------------ | ---------- | ---------- | ---------- | ----- | ----- | -------------- | -------------- | ------ | ------ |
| 2013/14 | Lille OSC    | Vlag van Frankrijk | Ligue 1    | 4          | 0          | 3     | 0     | —              | —              | 7      | 0      |
| 2014/15 | Lille OSC    | Vlag van Frankrijk | Ligue 1    | 1          | 0          | 0     | 0     | 0              | 0              | 1      | 0      |
| 2015/16 | Lille OSC    | Vlag van Frankrijk | Ligue 1    | 28         | 1          | 3     | 1     | —              | —              | 31     | 2      |
| 2016/17 | Lille OSC    | Vlag van Frankrijk | Ligue 1    | 27         | 0          | 5     | 1     | 1              | 0              | 33     | 1      |
| 2017/18 | Lille OSC    | Vlag van Frankrijk | Ligue 1    | 14         | 0          | 1     | 0     | —              | —              | 15     | 0      |
| 2018/19 | Lille OSC    | Vlag van Frankrijk | Ligue 1    | 20         | 0          | 2     | 0     | —              | —              | 22     | 0      |
| 2019/20 | Lille OSC    | Vlag van Frankrijk | Ligue 1    | 6          | 1          | 3     | 0     | 1              | 0              | 10     | 0      |
| 2019/20 | → Genoa CFC  | Vlag van Italië    | Serie A    | 8          | 1          | 0     | 0     | —              | —              | 8      | 1      |
| 2020/21 | Lille OSC    | Vlag van Frankrijk | Ligue 1    | 3          | 0          | 0     | 0     | 2              | 0              | 5      | 0      |
| 2020/21 | → Bologna FC | Vlag van Italië    | Serie A    | 20         | 1          | 0     | 0     | —              | —              | 20     | 1      |
| Totaal  | Totaal       | Totaal             | Totaal     | 131        | 4          | 17    | 2     | 4              | 0              | 152    | 6      |

1 Skorupski ·
2 Holm ·
3 Posch ·
5 Erlić ·
6 Moro ·
7 Orsolini ·
8 Freuler ·
9 Castro ·
10 Karlsson ·
11 Ndoye ·
14 Iling-Junior ·
15 Casale ·
16 Corazza ·
17 El Azzouzi ·
18 Pobega ·
19 Ferguson  ·
20 Aebischer ·
21 Odgaard ·
22 Lykogiannis ·
23 Bagnolini ·
24 Dallinga ·
26 Lucumí ·
28 Cambiaghi ·
29 De Silvestri ·
30 Domínguez ·
31 Beukema ·
33 Miranda ·
34 Ravaglia ·
80 Fabbian ·
82 Urbański ·
Coach: Italiano